# Сант'Алберто-Грумела (Бергамо)
Сант'Алберто-Грумела је насеље у Италији у округу Бергамо, региону Ломбардија.
Према процени из 2011. у насељу је живело 63 становника. Насеље се налази на надморској висини од 501 м.